# セビリア・メトロ
セビリア・メトロ(スペイン語: Metro de Sevilla, 英語: Sevilla Metro)は、スペイン・アンダルシア州・セビリア県・セビリアを中心とするセビリア都市圏で運行されているメトロ（地下区間を有する都市鉄道、地下鉄）。セビリア地下鉄とも。
延長距離は18km。他の鉄道と接続せず、完全に独立した路線である。全駅にホームドアが設置されている。マドリード（マドリード地下鉄）、バルセロナ（バルセロナ地下鉄）、バレンシア（バレンシア地下鉄）、ビルバオ（メトロ・ビルバオ）、パルマ（パルマ・メトロ）に続いてスペインで6番目に建設されたメトロである。2024年の年間乗客数は約2,270万人であり、スペインで5番目に多い乗客数を持つメトロである。

## 歴史

### 以前の地下鉄建設計画

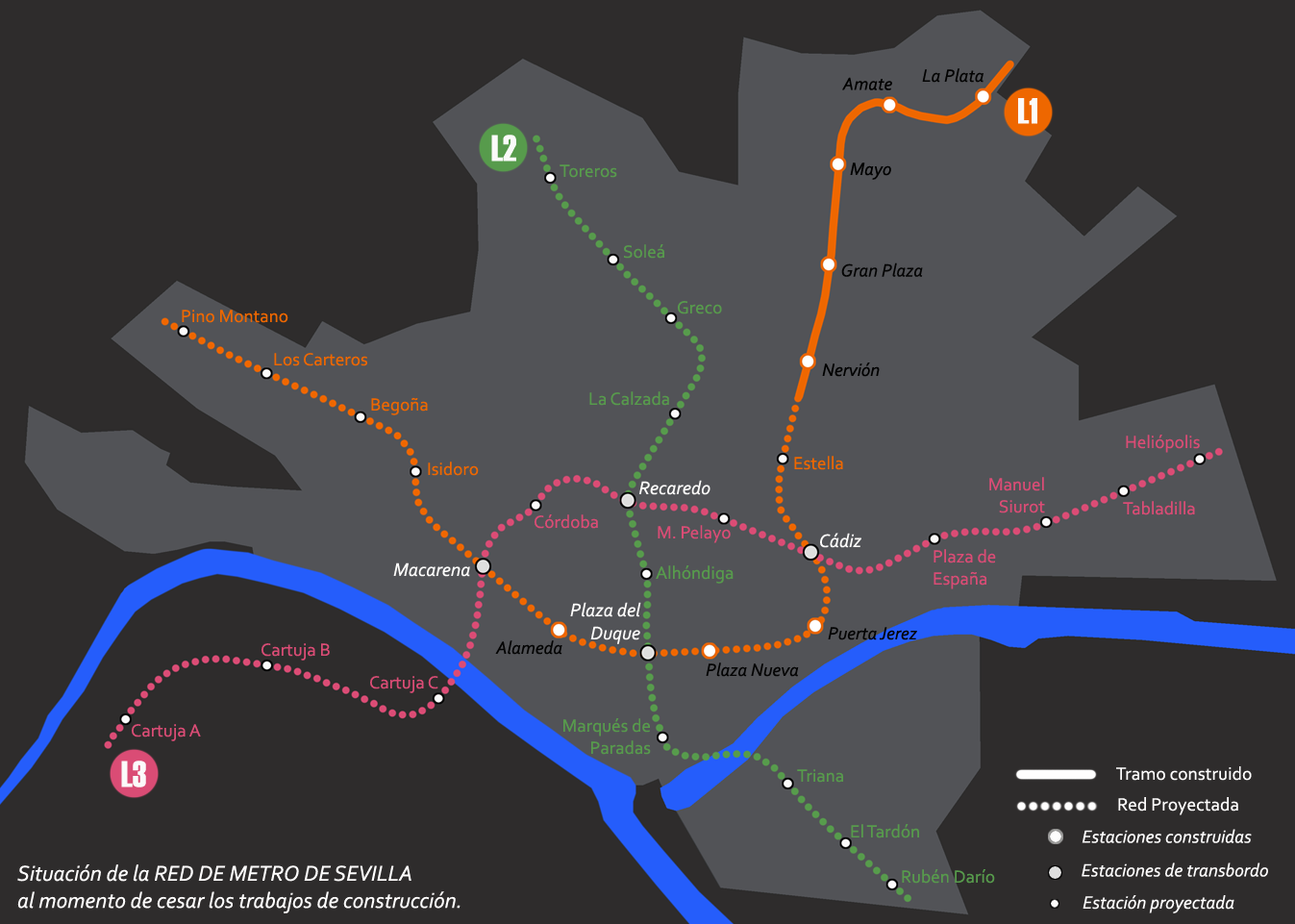
当初の計画

1968年、セビリア市議会は、地域における民間交通機関の発達により、地上交通だけでは市民の移動需要を満たすには不十分であると述べました。市議会は今後数十年以内に地下鉄システムを建設することを提案しました。セビリアは、すでに数十年にわたり地下鉄システムが稼働していたマドリードとバルセロナに次いで、地下鉄システムの建設を計画したスペインで3番目の都市でした。
1969年7月30日、市議会は公共事業省の支援を受けた調査を承認しました。その後、公共事業省は計画案のコンペを呼びかけ、1972年9月に選定されました。この最初の計画では、セビリア市のみをカバーする3路線32駅、総延長27.2 kmのネットワークが提案されました。
- 1号線 - ラプラータ駅、プエルタ・ヘレス駅、プラサ・ヌエバ駅、プラサ・デル・ドゥケ駅、アルメダ駅、マカレーナ駅、ピノ・モンターノ駅。
- 2号線  - サンタ・クララ駅、ポリゴノ・サン・パブロ駅、アルオンディガ駅、プラサ・デル・ドゥケ駅、マルケス・デ・パラダス駅、エル・タルドン駅、ルベン・ダリオ駅。
- 3号線  - エリオポリス駅、サン・ベルナルド駅、メネンデス・イ・ペラージョ駅、レカレド駅、マカレーナ駅、カルトゥハ駅。

実験的な建設は1974年半ばに始まり、最終的な建設は1976年4月に始まりました。1981年11月4日、ヌエバ広場のサンフェルナンド記念碑が沈没し、住民の懸念が高まりました。数か月後の1982年3月28日、プエルタ・ヘレス駅に5メートル（16フィート）の陥没穴が現れ、その年の後半にはサンベルナルド地区のいくつかの建物に亀裂が現れました。
ABCデセビリアなどの地元有力紙は地下鉄建設に反対する運動を展開し、「セビリアの土壌の脆弱な特性」を理由に地下鉄システムが歴史的建造物や記念碑に対する脅威になると主張しました。この数年間、地下鉄建設に反対するポスターが市内各地で数多く見られました。
これらの出来事は世論を刺激し、地下鉄プロジェクトの進行に反対する世論を助長しました。1984年には、新しく設立されたアンダルシア政府の予算再編の最中に工事が中断され、アンダルシアでは他のより人気のあるインフラプロジェクトの建設が優先されました。
工事が中断されるまでに、すでに50億ペセタ以上（1984年時点で3,000万ユーロ、インフレ調整後2025年で1億1,500万ユーロ）が投資されていました。1号線は全長3キロメートル（1.9マイル）のうち駅が3つしか建設されていませんでした。

### 現行の計画

2025年時点の路線図

工事が中止されてから15年後の1999年、社会労働党とアンダルシスタ党は、技術の進歩と人口の大幅な増加を理由に建設を再開することで合意しました。アンダルシア州政府は、セビリアとその首都圏（人口150万人以上）をカバーする他の交通から完全に独立した4つの路線からなるネットワークを計画する新しい調査プロジェクトを命じました。
アンダルシア州政府は、アンダルシアのさまざまな地域で鉄道システムを促進することを目的として、2003年にこのプロジェクトを最終的に承認しました。さらに、アンダルシア州政府は、セビリア地下鉄に加え、マラガ地下鉄（2014年開業）、グラナダ地下鉄（2017年開業）、カディス湾路面電車（2022年開業）、ハエン路面電車（未開業）の建設も計画しました。
1号線の建設は2003年9月に始まり、25年前に工事が中断されていた浸水したネルビオン駅の復旧から開始されました。この路線は2006年に完成する予定でしたが、その時点ではまだ工事が半分しか終わっていませんでした。2007年10月にはメトロセントロ路面電車システムが開通しました。アンダルシア州政府は地下鉄システムがまだ運行していなかったため、5台のウルボス2型トラムをTUSSAM（市内バスとメトロセントロの運営会社）に一時的に移管しました。数か月後、TUSSAMが路面電車を購入し、最終的には製造元のCAFに返却され、2010年に再びセビリア地下鉄に売却されました。
開通日は2008年12月21日の予定でしたが、11月27日にプエルタ・ヘレス駅で水の浸入が確認されたため、開通は3か月半遅れることとなりました。1号線は2009年4月2日にようやく運行を開始しました。

## 路線
| 路線 | 区間                                                                                                  | 延長距離 | 駅数 | 開業日           | 備考                                           |
| ---- | --- | -------- | ---- | ---------------- | ---------------------------------------------- |
|      | シウダ・エキスポ駅 (Ciudad Expo) オリベル・キントス駅 (Olivar de Quintos)                             | 18km     | 21駅 | 2009年4月2日     | 2026年からアルカラ・デ・グアダイラトラムに接続 |
|      | トーレブランカ駅 (Torreblanca) トーレ・トリアーナ駅 (Torre Triana)                                    | 13.4km   | 18駅 | 計画中           |                                                |
|      | ピノ・モンターノ・ノルテ駅 (Pino Montano Norte) ビルヘン・デ・バルメ病院駅 (Hospital Virgen de Valme) | 11.5km   | 17駅 | 2030年（建設中） | 2023年に建設開始                               |
|      | 環状線                                                                                                | 17.7km   | 24駅 | 計画中           |                                                |

## 車両
セビリア・メトロではCAF社製のUrbos 2を計17編成使用している。Urbos 2は全長31m、全幅2,650mm、全高3,300mmであり、両側に6つの扉を持つ。定員は1編成当たり192人であり、座席数は60席である。空調を備えており、架線から750Vの電圧を得る。